# The Bright Side (Lenka)
The Bright Side è il quarto album in studio della cantante australiana Lenka pubblicato il 16 giugno 2015.

## Tracce
1. The Long Way Home – 3:27
2. Blue Skies – 3:10
3. Free – 3:19
4. Unique – 3:17
5. Get Together – 2:55
6. Go Deeper – 3:54
7. We Are Powerful – 2:59
8. My Love – 3:07
9. Hearts Brighter – 3:50
10. The Bright Side – 4:39

### iTunes bonus track
1. It Gets Better – 2:49